# Greenfield (Tennessee)
Greenfield is een plaats (city) in de Amerikaanse staat Tennessee, en valt bestuurlijk gezien onder Weakley County.

## Demografie
Bij de volkstelling in 2000 werd het aantal inwoners vastgesteld op 2208.
In 2006 is het aantal inwoners door het United States Census Bureau geschat op 2049, een daling van 159 (-7,2%).

## Geografie
Volgens het United States Census Bureau beslaat de plaats een oppervlakte van
9,4 km², geheel bestaande uit land. Greenfield ligt op ongeveer 124 m boven zeeniveau.

## Plaatsen in de nabije omgeving
De onderstaande figuur toont nabijgelegen plaatsen in een straal van 20 km rond Greenfield.